# 10167 Yoshiwatiso
10167 Yoshiwatiso este un asteroid din centura principală de asteroizi.

## Descriere
10167 Yoshiwatiso este un asteroid din centura principală de asteroizi. A fost descoperit pe 31 ianuarie 1995 la Geisei de Tsutomu Seki. Asteroidul prezintă o orbită caracterizată de o semiaxă mare de 2,45 ua, o excentricitate de 0,15 și o înclinație de 3,3° în raport cu ecliptica.